# Дачный посёлок

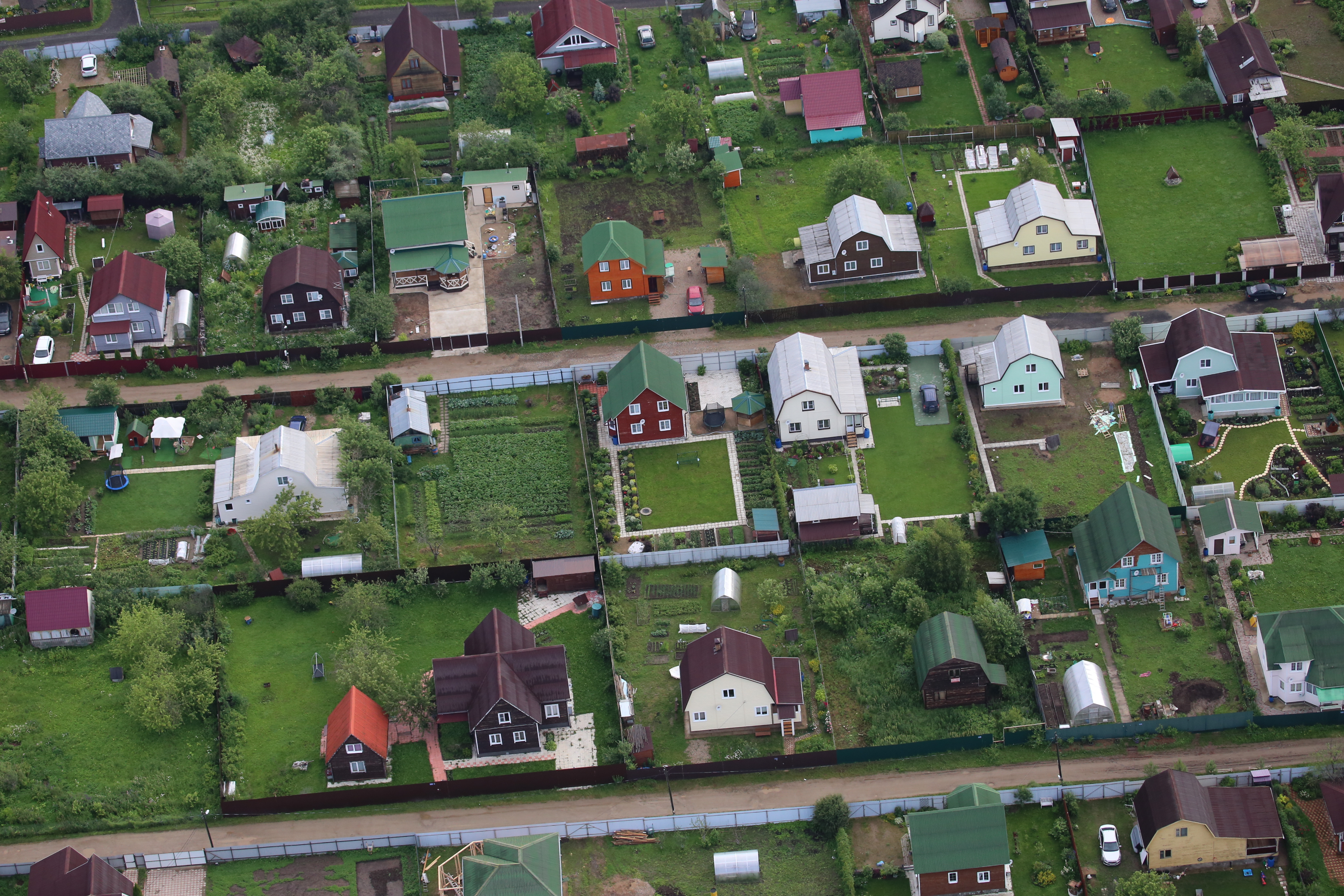
Дачный посёлок

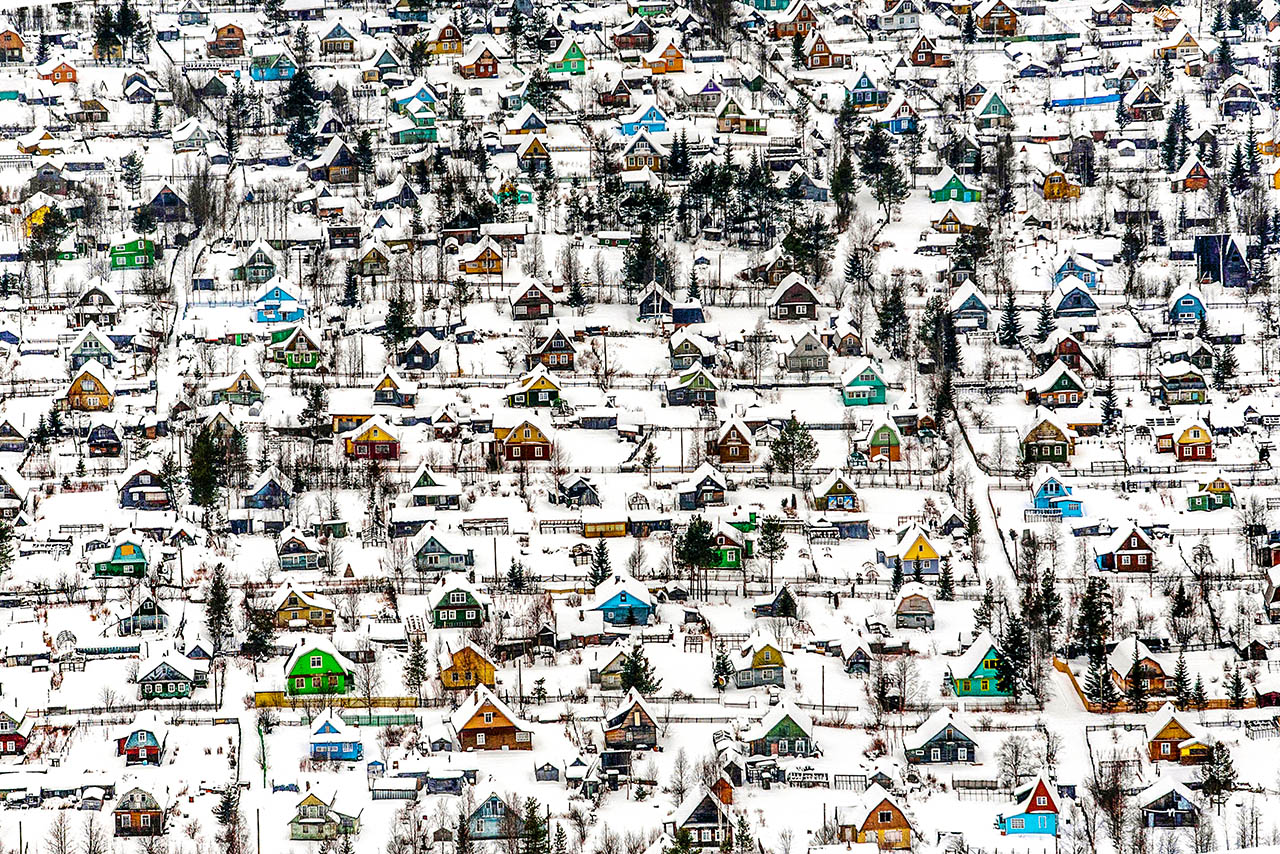
Дачный посёлок в Архангельской области

Да́чный посёлок — тип населённого пункта, состоящего из группы домов индивидуальной постройки (дач), как правило, не предназначенных для постоянного (круглогодичного) проживания, расположенных на отдельных участках. В отличие от деревень и садоводческих товариществ в дачных посёлках выделяемые участки предназначены в первую очередь для жилищного строительства, а не для ведения сельского хозяйства. В России населённый пункт, называемый дачным посёлком, обладает статусом посёлка городского типа, а его население учитывается Росстатом как городское.

## История
Дачные посёлки как самостоятельный тип поселений стали возникать на исходе раннего классицизма. Появление дачных посёлков вдоль Петербургского шоссе под Москвой и в ближайших окрестностях Петербурга (Парголово, Екатерингоф и т. д.), превращение пригородов при императорских резиденциях (Павловск, Петергоф, Царское Село, Гатчина, Ораниенбаум) в дачные места пришлось на время романтизма.
Во второй трети XIX столетия с началом урбанизации и индустриализации задымились фабрики и заводы, появились доходные дома. На лето и выходные все, кто мог себе это позволить, старались отправить семьи на природу. Произошло усовершенствование транспортной системы, с развитием железных дорог дачи стали строиться повсеместно.
Если изначально загородный отдых на собственной даче был доступен в основном небольшой прослойке состоятельных людей, то к концу XIX века он становится массовым явлением. Это привело к возникновению такого явления, как «дачная местность», которые массово стали возникать вокруг больших городов Российской империи. Для обозначения загородного имения горожанина также широко применялось понятие «заимка» (чаще в Сибири и на севере Европейской России), однако между заимкой и дачей существовало одно существенное различие: на заимке осуществлялась производственная деятельность, а дача использовалась исключительно для отдыха; в конце концов слово заимка по отношению к дачным поселениям не прижилось.
Первоначально дачные посёлки росли беспорядочно и без особых предписаний. Дачи то шли сплошной застройкой, то разделялись полянами и рощами, между ними образовывались проезды и проходы. Когда количество дачных мест стало расти, земства разработали правила о предварительной разбивке застраиваемых земель на кварталы с обязательной шириной дорог (10 саженей), чтобы обеспечить проезд и пожарную безопасность, так как дачи были деревянные и часто горели.
Превращение окрестных поселений в дачные местности происходило не повсеместно, а там, где имелись хорошие условия для отдыха: транспортная доступность, наличие мест для купания и рыбной ловли, лесов для сбора, ягод, грибов и шишек, благоприятных природных условий, а также минимально допустимого уровня комфорта.
Дачные посёлки как новые виды поселений образовывались из множества мини-усадеб, организованных по принципам городской планировки. Эти новые поселения строились на основе городской уличной сети, как правило, регулярной; размещение дома здесь предопределено не только ландшафтными особенностями участка, его размерами, конфигурацией, но и трассировкой улиц. Множество дачных посёлков вокруг крупных русских городов и, в частности, вокруг Москвы формировали своеобразный «дачный пояс», который создал «особый мир», сохраняющий уникальность и неповторимость каждого дачного местечка. Появление дачных посёлков (а также дач в существующих пригородных деревнях) способствовало распространению городского образа жизни на всё большее число окрестных сёл и деревень.
Наиболее крупные дачные посёлки со временем переставали быть исключительно поселением дачников, превращаясь в полноценные посёлки с круглогодичным проживанием. В них начинала развиваться промышленность, что ещё сильнее поспособствовало их развитию.
После революции происходила передача изъятых у дворян дачных усадеб государственным, общественным организациям (детским домам, интернатам, санаториям, различным общественным объединениям), а также представителям партийной и бюрократической номенклатуры. В стране дачная жизнь, как часть городской культуры, для широких масс горожан на некоторое время замирает. Однако с приходом НЭПа она вновь возрождается. Горожанам за чертой города начинают выделяться неосвоенные земельные наделы. В послевоенный период закрепляются две основные организационно правовые формы строительства дачного жилища горожан — садоводческие товарищества и дачные кооперативы.
С 1983 года населённые пункты РСФСР, имеющие категорию «дачные посёлки», начали статистически учитывать в качестве посёлков городского типа, их население в качестве городского населения, а дачные поселковые советы были исключены из перечня сельских советов.
С 1988 года стало разрешено загородное строительство, как по типовым, так и по индивидуальным проектам, но в строгом соответствии со схемой застройки территории коллективного сада.